# Argentina Menis
Argentina Menis (n. 19 iulie 1948, Cernele, România – d. 3 martie 2023, București, România) a fost o atletă română de talie mondială, laureată cu medalia de argint la proba de aruncare a discului, de la Jocurile Olimpice de vară, desfășurate la München în 1972.

## Biografie
S-a apucat de aruncare a discului la Liceul cu Program Sportiv din Craiova. Din 1967 a fost legitimată la CS Dinamo Bucuresti și a devenit de nouă ori campioană națională.
În anul 1971 ea a obținut locul 4 la Campionatul European de la Helsinki. La Jocurile Olimpice din 1972 a cucerit medalia de argint în urma recordmenei din Uniunea Sovietică Faina Melnik. Numai două săptămâni după concursul olimpic, Argentina Menis a stabilit la Constanța un nou record mondial cu o aruncare de 67,32 m. Recordul a rezistat aproape un an.
Apoi, sportiva a obținut medaliile de argint la Universiada din 1973, la Campionatul European din 1974 de la Roma și la Universiada din 1975. La Jocurile Olimpice din 1976 de la Montréal a ajuns pe locul 6 și la Campionatul European din 1978 pe locul 9.
În perioada 1977-1982 a fost membră a Comitetului Olimpic Român. Maestră Emerită a Sportului. În 2000 i-a fost conferită Medalia Națională „Serviciul Credincios” clasa I și în 2004 a primit Ordinul Meritul Sportiv clasa I.
Argentina Menis a decedat pe 3 martie 2023. A fost înmormântată cu onoruri militare în Cimitirul Bellu Catolic.

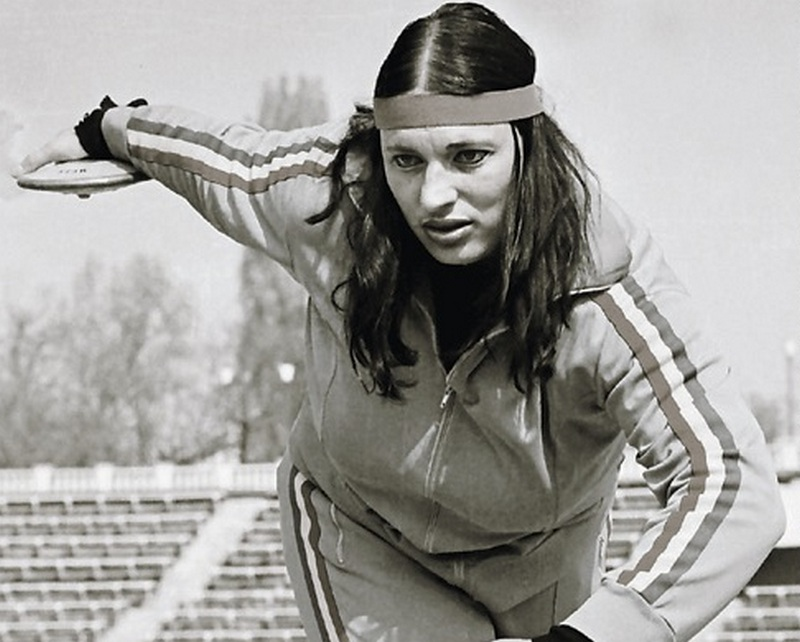
În 1972

## Recorduri personale
| Probă              | Performanță | Dată        | Locație   |
| ------------------ | ----------- | ----------- | --------- |
| Aruncarea discului | 67,96 m     | 15 mai 1976 | București |

## Realizări
| An   | Competiție           | Locație  | Loc | Note    |
| ---- | -------------------- | -------- | --- | ------- |
| 1971 | Campionatul European | Helsinki | 4   | 59,04 m |
| 1972 | Jocurile Olimpice    | München  | 2   | 65,06 m |
| 1973 | Universiada          | Moscova  | 2   | 63,92 m |
| 1974 | Campionatul European | Roma     | 2   | 64,62 m |
| 1975 | Universiada          | Roma     | 2   | 64,28 m |
| 1976 | Jocurile Olimpice    | Montréal | 6   | 65,38 m |
| 1978 | Campionatul European | Praga    | 9   | 58,36 m |

## Distincții
- Medalia „Meritul Sportiv” clasa I (18 august 1976) „pentru rezultatele deosebite obținute la Jocurile olimpice de vară de la Montreal – 1976, precum și pentru contribuția adusă la dezvoltarea activității sportive și la creșterea prestigiului sportului românesc pe plan internațional”[13]